# 바르보라 보불로바
바르보라 보불로바(슬로바키아어: Barbora Bobuľová, 1974년 4월 29일~)는 슬로바키아의 배우이다. 1995년부터 이탈리아에서 주로 활동하고 있다. 2005년 영화 《성심》(Cuore Sacro)으로 다비드 디 도나텔로상 여우주연상을 수상했다.

## 출연 작품
- 올 마이 나이츠 (2018)
- 영원히 젊고 아름다워라 (2018)
- 퓨어 하츠 (2017)
- 애프터 더 워 (2017)
- 암흑의 영혼 (2014)
- 더 디너(영어판) (2014)
- 프라이버시 (2013)
- 이마투리 - 일 비아조 (2012)
- 곡예사 (2012)
- 이마투리 (2011)
- 샬라! (2011)
- 러브 앤 슬랩스 (2010)
- 코코 샤넬(영어판) (2008)
- 블러드 오브 더 루저스 (2008)
- 매뉴얼 오브 러브 2 (2007)
- 리베로도 괜찮아 (2006)
- 미치광이 마술사 (2004)
- 더 워 이즈 오버 (2002)
- 인 러브 앤 워 (2001)
- 크로시아티 (2001)
- 사도 바울 (2000)
- 홈부르크의 왕자 (1997)